# Лосівка (Березинський район)
Лосівка (біл. вёска Лосеўка) — село в складі Березинського району Мінської області, Білорусь. Село підпорядковане Мачеській сільській раді, розташоване в східній частині області.